# Drowning by Numbers
Drowning by Numbers is een Britse dramafilm uit 1988 onder regie van Peter Greenaway.

## Verhaal
In één familie heet zowel grootmoeder, moeder als dochter Cissie Colpitts. Ze hebben alle drie problemen met hun mannen. Daarom besluiten ze hen te verdrinken. De politieagent Madgett leidt het onderzoek naar de moorden. Het verhaal wordt begeleid door getallen van een tot honderd.

## Rolverdeling
| Acteur           | Personage       | Nota        |
| ---------------- | --------------- | ----------- |
| Joan Plowright   | Cissie Colpitts | grootmoeder |
| Juliet Stevenson | Cissie Colpitts | moeder      |
| Joely Richardson | Cissie Colpitts | dochter     |
| Bernard Hill     | Madgett         |             |
| David Morrissey  | Bellamy         |             |